# Superliga 2 Masculina de Voleibol de España 2016-17
La Superliga 2 Masculina de Voleibol es la competición liguera masculina de voleibol de segunda categoría en España, promovida por la Real Federación Española de Voleibol (RFEVB). En este artículo se recogen los datos de la temporada 2016-2017.

## Equipos Grupo A
Equipos participantes en la temporada 2016-2017 en Superliga masculina 2 de voleibol (grupo A).
| Club                      | Nombre                        | Sede                      | Región          | Pabellón                        |
| ------------------------- | ----------------------------- | ------------------------- | --------------- | ------------------------------- |
| Tenerife Sur Voleibol     | Arona Tenerife Sur            | Arona                     | Canarias        | Pabellón Jesús Domínguez Grillo |
| Club Vigo Voleibol        | Club Vigo Voleibol            | Vigo (Pontevedra)         | Galicia         | Pabellón Municipal de Coia      |
| Cyl Palencia 2018         | CyL Palencia 2018             | Palencia                  | Castilla y León | Campo de la Juventud            |
| Club Voleibol Emevé       | Emevé                         | Lugo                      | Galicia         | Pabellón Municipal de Deportes  |
| Club Pacense Voleibol     | Hotel Río Carnaval de Badajoz | Badajoz                   | Extremadura     | Pabellón Las Palmeras           |
| Intasa San Sadurniño      | Intasa San Sadurniño          | San Saturnino (La Coruña) | Galicia         | P.M. de San Sadurniño           |
| Náutico Boiro Voleibol    | Naútico Boiro Voleibol        | La Coruña                 | Galicia         | Pabellón A. Cachada             |
| Universidad de Valladolid | Universidad de Valladolid     | Valladolid                | Castilla y León | Pabellón Fuente de la Mora      |
| Voleibol Dumbría          | Voleibol Dumbría              | Dumbría                   | Galicia         | Pabellón Municipal O Conco      |

### Competición
Clasificación tras la disputa de la jornada 18.
| Pos. | Nombre                        | Pts. | J 1 | J 2 | J 3 | J 4 | J 5 | J 6 | J 7 | J 8 | J 9 | J 1 0 | J 1 | J 1 2 | J 1 3 | J 1 4 | J 1 5 | J 1 6 | J 1 7 | J 1 8 |
| ---- | ----------------------------- | ---- | --- | --- | --- | --- | --- | --- | --- | --- | --- | ----- | --- | ----- | ----- | ----- | ----- | ----- | ----- | ----- |
| 1    | Naútico Boiro Voleibol        | 40   | 0   | -   | 3   | 3   | 1   | 0   | 3   | 3   | 3   | 3     | -   | 3     | 3     | 3     | 3     | 3     | 3     | 3     |
| 2    | Intasa San Sadurniño          | 40   | 3   | 2   | 3   | 1   | 3   | 3   | -   | 3   | 3   | 3     | 1   | 3     | 3     | 3     | 0     | -     | 3     | 3     |
| 3    | Universidad de Valladolid     | 34   | 0   | 3   | 3   | 3   | 2   | -   | 3   | 3   | 3   | 0     | 3   | 3     | 3     | 0     | -     | 3     | 2     | 0     |
| 4    | Arona Tenerife Sur            | 30   | 3   | 1   | -   | 3   | 3   | 0   | 3   | 2   | 0   | 0     | 2   | -     | 3     | 3     | 0     | 1     | 3     | 3     |
| 5    | Club Vigo Voleibol            | 26   | 0   | 2   | 0   | 2   | 3   | 3   | 3   | 0   | -   | 3     | 2   | 0     | 0     | 3     | 3     | 2     | 0     | -     |
| 6    | Hotel Río Carnaval de Badajoz | 14   | -   | 3   | 1   | 0   | 0   | 3   | 0   | 1   | 0   | -     | 2   | 3     | 0     | 0     | 0     | 1     | 0     | 0     |
| 7    | Voleibol Dumbría              | 13   | 2   | 1   | 2   | 0   | -   | 2   | 0   | 0   | 0   | 0     | 1   | 0     | 0     | -     | 2     | 2     | 1     | 0     |
| 8    | CyL Palencia 2018             | 10   | 1   | 0   | 0   | 0   | 0   | 0   | 0   | -   | 3   | 3     | 0   | 0     | 0     | 0     | 3     | 0     | -     | 0     |
| 9    | Emevé                         | 9    | 3   | 0   | 0   | -   | 0   | 1   | 0   | 0   | 0   | 0     | 1   | 0     | -     | 0     | 1     | 0     | 0     | 3     |

Pts = Puntos; J = Jornada
Nota.- Hay varios partidos adelantados o atrasados a sus respectivas jornadas.
|  | Juega fase de ascenso a Superliga. |
|  | Optan al descenso a Liga FEV.      |

## Equipos Grupo B
Equipos participantes en la temporada 2016-2017 en Superliga masculina 2 de voleibol (grupo B).
| Club                    | Nombre                  | Sede                       | Región               | Pabellón                            |
| ----------------------- | ----------------------- | -------------------------- | -------------------- | ----------------------------------- |
| CV AA Llars Mundet      | CV AA Llars Mundet      | Barcelona                  | Cataluña             | Pavelló Olimpics Vall Hebrón        |
| Cisneros Alter          | Cisneros Alter          | San Cristóbal de La Laguna | Canarias             | Pabellón Juan Ríos Tejera           |
| CV Leganés              | cvleganes.com           | Leganés (Madrid)           | Comunidad de Madrid  | Pabellón Emilia Pardo Bazán         |
| Sant Pere i Sant Pau    | Sant Pere i Sant Pau    | Tarragona                  | Cataluña             | Pab. Municipal Sant Pere i Sant Pau |
| Santo Domingo VB Petrer | Santo Domingo VB Petrer | Petrel                     | Comunidad Valenciana | Pol. Gedeón e Isaías Guardiola Rico |
| UBE L,Illa Grau         | UBE L,Illa Grau         | Castellón de la Plana      | Comunidad Valenciana | Ciutat Esportiva                    |
| CV Almoradí             | CV Almoradí             | Almoradí (Alicante)        | Comunidad Valenciana | Nuevo Pabellón De Almoradí          |
| Voley Playa Madrid      | V.P. Madrid             | Madrid                     | Comunidad de Madrid  | CDM Entrevías                       |
| Xátiva Voleibol         | Xátiva Voleibol         | Játiva                     | Comunidad Valenciana | Pabellón Municipal de Voleibol      |

### Competición
Clasificación tras la disputa de la jornada 18.
| Pos. | Nombre                  | Pts. | J 1 | J 2 | J 3 | J 4 | J 5 | J 6 | J 7 | J 8 | J 9 | J 1 0 | J 1 | J 1 2 | J 1 3 | J 1 4 | J 1 5 | J 1 6 | J 1 7 | J 1 8 |
| ---- | ----------------------- | ---- | --- | --- | --- | --- | --- | --- | --- | --- | --- | ----- | --- | ----- | ----- | ----- | ----- | ----- | ----- | ----- |
| 1    | UBE L,Illa Grau         | 42   | 0   | 3   | -   | 3   | 2   | 3   | 3   | 3   | 3   | 3     | 3   | -     | 3     | 3     | 3     | 3     | 3     | 2     |
| 2    | Sant Pere i Sant Pau    | 39   | 3   | 3   | 3   | 0   | 3   | 3   | -   | 3   | 3   | 3     | 3   | 3     | 0     | 3     | 0     | -     | 3     | 3     |
| 3    | cvleganes.com           | 33   | 3   | 3   | 3   | -   | 0   | 2   | 3   | 3   | 3   | 0     | 3   | 0     | -     | 0     | 3     | 3     | 3     | 1     |
| 4    | CV Almordí              | 32   | 3   | 0   | 0   | 3   | -   | 0   | 3   | 3   | 3   | 3     | 0   | 3     | 2     | -     | 3     | 3     | 3     | 0     |
| 5    | Santo Domingo VB Petrer | 21   | -   | 0   | 3   | 3   | 2   | 3   | 0   | 0   | 0   | -     | 0   | 3     | 3     | 0     | 1     | 0     | 0     | 3     |
| 6    | Xátiva Voleibol         | 19   | 3   | 0   | 0   | 0   | 1   | -   | 1   | 0   | 0   | 3     | 0   | 3     | 1     | 3     | -     | 3     | 0     | 1     |
| 7    | V.P. Madrid             | 15   | 0   | -   | 0   | 3   | 3   | 0   | 2   | 0   | 0   | 0     | -   | 0     | 3     | 0     | 2     | 0     | 0     | 2     |
| 8    | CV AA Llars Mundet      | 8    | 0   | 0   | 3   | 0   | 0   | 0   | 0   | 0   | -   | 0     | 2   | 0     | 0     | 3     | 0     | 0     | 0     | -     |
| 9    | Cisneros Alter          | 6    | 0   | 3   | 0   | 0   | 1   | 1   | 0   | -   | 0   | 0     | 1   | 0     | 0     | 0     | 0     | 0     | -     | 0     |

Pts = Puntos; J = Jornada
Notas.- Hay varios partidos adelantados o atrasados a sus respectivas jornadas. UBE L,Illa Grau figura con un punto menos por sanción.
|  | Juega fase de ascenso a Superliga. |
|  | Optan al descenso a Liga FEV.      |

## Play off de ascenso
Clasificación tras la disputa de la jornada 6.
| Pos. | Nombre                 | Pts. | J 1 | J 2 | J 3 | J 4 | J 5 | J 6 |
| ---- | ---------------------- | ---- | --- | --- | --- | --- | --- | --- |
| 1    | UBE L,Illa Grau        | 14   | 3   | 3   | 3   | 3   | 0   | 2   |
| 2    | Sant Pere i Sant Pau   | 10   | 1   | 0   | 3   | 3   | 3   | 0   |
| 3    | Naútico Boiro Voleibol | 9    | 2   | 3   | 0   | 0   | 3   | 1   |
| 4    | Intasa San Sadurniño   | 3    | 0   | 0   | 0   | 0   | 0   | 3   |